# Alonso Lasso de la Vega y Santacruz
Alonso Lasso de la Vega y Santacruz   (Madrid), també anomenat Alonso Lasso de Santa Cruz, va ser un noble i polític castellà, nomenat governador de Nicaragua el 1617.
Segons diversos autors, va ser natural de la vila de Madrid i tenia la graduació de capità i sembla que posteriorment va ostentar el de tinent general. Va ser nomenat el 14 de setembre de 1617 governador de la província de Nicaragua, al Virregnat de Nova Espanya, càrrec del que va prendre possessió el 22 de gener de 1618.